# Byrrhinus maculatus
Byrrhinus maculatus is een keversoort uit de familie dwergpilkevers (Limnichidae). De wetenschappelijke naam van de soort werd in 1987 gepubliceerd door David P. Wooldridge.